# Liste der Beiträge für den besten fremdsprachigen Film für die Oscarverleihung 1985
Die folgenden 32 Filme, alle aus verschiedenen Ländern, waren Vorschläge in der Kategorie Bester fremdsprachiger Film für die Oscarverleihung 1985. Die hervorgehobenen Titel waren die fünf letztendlich nominierten Filme, welche aus den Ländern Argentinien, Israel, Schweiz, der Sowjetunion und Spanien stammen. Der Oscar ging an Gefährliche Züge, welches die Schweiz repräsentierte. 
Zum ersten Mal wurde ein Vorschlag aus Thailand in dieser Kategorie eingereicht.

## Beiträge
| Land                | Deutscher Verleihtitel                | Sprache(n)              | Originaltitel                                                | Regisseur(e)                  | Ergebnis        |
| ------------------- | ------------------------------------- | ----------------------- | ------------------------------------------------------------ | ----------------------------- | --------------- |
| Argentinien         | Camila – Das Mädchen und der Priester | Spanisch                | Camila                                                       | María Luisa Bemberg           | Nominiert       |
| Brasilien           | Das Gespenst aus Bahia                | Portugiesisch           | Memórias do Cárcere                                          | Nelson Pereira dos Santos     | Nicht nominiert |
| Volksrepublik China | Das Leben der Menschen                | Chinesisch              | 人生 (Ren Sheng)                                             | Wu Tianming                   | Nicht nominiert |
| Kolumbien           | Ein Mann von Prinzip                  | Spanisch                | Cóndores no entierran todos los días                         | Francisco Norden              | Nicht nominiert |
| Dänemark            | Tukuma                                | Dänisch                 | Tukuma                                                       | Palle Kjærulff-Schmidt        | Nicht nominiert |
| BR Deutschland      | Morgen in Alabama                     | Deutsch                 | Morgen in Alabama                                            | Norbert Kückelmann            | Nicht nominiert |
| Finnland            | Pessi und Illusia im Feenland         | Finnisch                | Pessi ja Illusia                                             | Heikki Partanen               | Nicht nominiert |
| Frankreich          | Am Rande der Nacht                    | Französisch             | Tchao Pantin                                                 | Claude Berri                  | Nicht nominiert |
| Hongkong            | Das Dorf meiner frühen Liebe          | Kantonesisch, Mandarin  | 似水流年 (Si shui liu nian)                                  | Yim Ho                        | Nicht nominiert |
| Indien              | Saaransh                              | Hindi                   | Saaransh                                                     | Mahesh Bhatt                  | Nicht nominiert |
| Island              | Der Flug des Raben                    | Isländisch              | Hrafninn flýgur                                              | Hrafn Gunnlaugsson            | Nicht nominiert |
| Israel              | Jenseits der Mauern                   | Hebräisch               | מאחורי הסורגים (Me Ahorei Ha Soragim)                        | Uri Barbash                   | Nominiert       |
| Italien             | Picone schickt mich                   | Italienisch             | Mi manda Picone                                              | Nanni Loy                     | Nicht nominiert |
| Japan               | MacArthurs Kinder                     | Japanisch               | 瀬戸内少年野球団 (Setouchi Shōnen Yakyū-dan)                 | Masahiro Shinoda              | Nicht nominiert |
| Jugoslawien         | Kraj rata                             | Serbisch                | Kraj Rata                                                    | Dragan Kresoja                | Nicht nominiert |
| Kanada              | Sonatine                              | Französisch             | Sonatine                                                     | Micheline Lanctôt             | Nicht nominiert |
| Niederlande         | Familienbande                         | Niederländisch          | Schatjes!                                                    | Ruud van Hemert               | Nicht nominiert |
| Norwegen            | Høvdingen                             | Norwegisch              | Høvdingen                                                    | Terje Kristiansen             | Nicht nominiert |
| Österreich          | Dicht hinter der Tür                  | Deutsch                 | Dicht hinter der Tür                                         | Mansur Madavi                 | Nicht nominiert |
| Philippinen         | Karnal                                | Tagalog                 | Karnal                                                       | Marilou Diaz-Abaya            | Nicht nominiert |
| Portugal            | O Lugar do Morto                      | Portugiesisch           | O Lugar do Morto                                             | António-Pedro Vasconcelos     | Nicht nominiert |
| Rumänien            | Glissando                             | Rumänisch               | Glissando                                                    | Mircea Daneliuc               | Nicht nominiert |
| Schweden            | Ake und seine Welt                    | Schwedisch              | Åke och hans värld                                           | Allan Edwall                  | Nicht nominiert |
| Schweiz             | Gefährliche Züge                      | Französisch             | La Diagonale du fou                                          | Richard Dembo                 | Gewonnen        |
| Sowjetunion         | Frontromanze                          | Russisch                | Военно-полевой роман (Wojenno-polewoi roman)                 | Pjotr Jefimowitsch Todorowski | Nominiert       |
| Spanien             | Sesión continua                       | Spanisch                | Sesión continua                                              | José Luis Garci               | Nominiert       |
| Südkorea            | Mulleya Mulleya                       | Koreanisch              | 여인잔혹사 물레야 물레야 (Yeo-in Janhoksa Mulle-ya Mulle-ya) | Lee Doo-yong                  | Nicht nominiert |
| Taiwan              | Lao Mo de di er ge chun tian          | Chinesisch              | 老莫的第二个春天 (Lao Mo de di er ge chun tian)              | You-Ning Lee                  | Nicht nominiert |
| Thailand            | Nam Pu                                | Thailändisch            | น้ำพุ (Nam Pu)                                                 | Euthana Mukdasanit            | Nicht nominiert |
| Tschechoslowakei    | Die tausendjährige Biene              | Slowakisch, Tschechisch | Tisícročná včela                                             | Juraj Jakubisko               | Nicht nominiert |
| Ungarn              | Yerma                                 | Ungarisch               | Yerma                                                        | Imre Gyöngyössy, Barna Kabay  | Nicht nominiert |
| Venezuela           | La casa de agua                       | Spanisch                | La casa de agua                                              | Jacobo Penzo                  | Nicht nominiert |